# Pomanjkanje zaradi pandemije covida-19
Pomanjkanje medicinskih materialov, proizvodnih in potrošniških izdelkov, ki ga je povzročila pandemija COVID-19, je hitro postalo velik problem po vsem svetu, prav tako pa tudi prekinitve v svetovni dobavni verigi, kar je pomenilo izziv za odpornost dobavne verige po vsem svetu. V večini držav so poročali o pomanjkanju osebne zaščitne opreme, kot so medicinske maske in rokavice, ščitniki za obraz in izdelki za razkuževanje, ter bolnišničnih postelj, postelj v enotah intenzivne terapije, opreme za zdravljenje s kisikom, ventilatorjev in naprav ECMO.
Človeške vire, zlasti zdravstveno osebje, lahko izčrpajo velik obseg epidemije in z njo povezana delovna obremenitev ter izgube zaradi okužbe, izolacije, bolezni ali umrljivosti zdravstvenih delavcev. Območja so različno opremljena za spopadanje s pandemijo. Sprejeti so bili različni nujni ukrepi za povečanje ravni opreme, kot so nakupi, medtem ko so se pojavili tudi pozivi k donacijam, lokalni 3D-izvajalci, prostovoljno osebje, obvezni vpoklici ali zaseg zalog in proizvodnih linij. Po poročilih naj bi bila glavna težava ponudbena vojna med različnimi državami in zveznimi državami za te predmete, pri čemer naj bi se cene zvišale, naročila so zasegle lokalne oblasti ali pa jih je prodajno podjetje preklicalo in preusmerilo k ponudniku z višjo ceno. V nekaterih primerih je bilo zdravstvenim delavcem ukazano, da ne smejo govoriti o pomanjkanju sredstev.
Glede na to, da so neomejene potrebe po enotah intenzivne terapije po ocenah približno 50-krat večje od razpoložljivih postelj in respiratorjev v enotah intenzivne terapije v večini razvitih držav, so zagovorniki javnega zdravja in uradniki spodbujali državljane, naj z družbeno distanco izravnajo krivuljo. Pozivali so tudi k povečanju zmogljivosti zdravstvenega varstva kljub pomanjkanju.

## Ozadje

### Dolgoročno in strukturno
Po opozorilih in povečani pripravljenosti v letu 2000 je pandemija prašičje gripe leta 2009 v zahodnih državah povzročila hitre protipandemične odzive. Sev virusa H1N1/09 z blagimi simptomi in majhno smrtnostjo je sčasoma povzročil nasprotovanje preveliki odzivnosti javnega sektorja, porabi in visokim razmerjem med stroški in koristmi cepiva proti gripi iz leta 2009. V naslednjih letih se nacionalne strateške zaloge medicinske opreme niso sistematično obnavljale. V Franciji je bila poraba 382 milijonov EUR za cepiva in maske proti gripi H1N1 deležna številnih kritik. Francoski zdravstveni organi so se leta 2011 odločili, da ne bodo obnavljali zalog, da bodo zmanjšali stroške nabave in skladiščenja, da se bodo bolj zanašali na dobave s Kitajske in logistiko "just in time" ter da bodo odgovornost neobvezno razdelili med zasebna podjetja. Leta 2013 je bila zaradi varčevanja z zakonom odgovornost za zaloge osebne varovalne opreme prenesena s francoske vlade na javna in zasebna podjetja, ki so morala načrtovati varnost svojih delavcev, ne da bi bili vzpostavljeni kakršni koli mehanizmi preverjanja. Nacionalni proizvajalci na tem novem odprtem trgu niso mogli konkurirati cenam kitajskih proizvajalcev. Nekdanji strateški proizvajalec mask se je zaprl leta 2018, francoske strateške zaloge pa so se v tem obdobju zmanjšale z milijarde kirurških mask in 600 milijonov mask FFP2 leta 2010 na 150 milijonov oziroma nič v začetku leta 2020. Francijo so označili za študijo primera Juan Branco, avtor kritične knjige o vzponu francoskega predsednika Emmanuela Macrona na oblast, je trdil, da sebično iskanje moči in lojalnost pri vodenju vodita mlade in neizkušene ljudi, ki so odgovorni za reforme zdravstvenega varstva na ravni države, prek slepe računovodske analize in upravljanja. Francija je bila navedena kot študija primera za države, ki zdaj razmišljajo o preobratu v zadnjih dveh desetletjih globalizacije zdravstvene oskrbe, da bi dosegle nižje neposredne stroške. Enak pristop so uporabile tudi Združene države Amerike. Zaloge ameriških strateških nacionalnih zalog mask, ki so se uporabljale proti pandemiji gripe leta 2009, niso bile dopolnjene niti pod Obamovo niti pod Trumpovo administracijo. Ameriški proizvajalec mask Mike Bowen iz podjetja Prestige Ameritech je že leta opozarjal, da je dobavna veriga mask v ZDA preveč odvisna od Kitajske. Kot Juan Branco za France, je nekdanji ameriški predsednik Obama obsodil kratkoročno individualistično miselnost, ki negativno vpliva na javno odločanje in pripravljenost.
Številne javne (Svetovna zdravstvena organizacija (WHO), Svetovna banka, Svetovni odbor za spremljanje pripravljenosti) in zasebne pobude so povečale ozaveščenost o nevarnostih pandemije in potrebah po boljši pripravljenosti. Bill Gates od leta 2015 opozarja, da se je treba pripraviti na globalno pandemijo. Mednarodne delitve in pomanjkanje ustreznega sodelovanja so omejevale pripravljenost. Projekt SZO za pripravljenost na pandemijo gripe je imel dvoletni proračun v višini 39 milijonov ameriških dolarjev, od 4. milijarde ameriških dolarjev, kolikor znaša proračun SZO za obdobje 2020-2021. SZO sicer daje priporočila, vendar ni trajnega mehanizma za pregledovanje pripravljenosti držav na epidemije in njihovih zmožnosti hitrega odzivanja. Po mnenju mednarodnega ekonomista Rolanda Rajaha sicer obstajajo smernice, vendar so lokalni ukrepi odvisni od lokalnega upravljanja. Andy Xie je v časopisu South China Morning Post zapisal, da vladajoče elite, ki so obsedene z ekonomskimi kazalniki, svojih skupnosti niso pripravile na dobro znana tveganja pandemij.
Davčni sistemi na začetku enaindvajsetega stoletja so s favoriziranjem največjih korporacij s protikonkurenčnimi praksami in nižjimi stopnjami naložb v inovacije in proizvodnjo dajali prednost korporativnim akterjem in dobičkom podjetij, kar je povečalo tveganje pomanjkanja in oslabilo sposobnost družbe, da se odzove na pandemijo.
Prvi izbruhi v Hubeiju, Italiji in Španiji so pokazali, da so bili zdravstveni sistemi več bogatih držav preobremenjeni. V državah v razvoju s šibkejšo zdravstveno infrastrukturo, kisikovo terapijo, opremo za postelje za intenzivno nego in drugimi zdravstvenimi potrebami je bilo pričakovati, da bo do pomanjkanja prišlo prej.

### Takojšnje
Prvi znaki in opozorila so bili posledica neobičajne virusne pljučnice neznanega vzroka decembra 2019. Tisti mesec je Tajvan v Wuhan poslal več svojih zdravnikov iz Centra za nadzor bolezni, da bi pregledali lokalne razmere. Po potrditvi nastajajoče krize in že 31. decembra 2019 je Tajvan začel izvajati nefarmacevtske ukrepe, kot so preverjanje temperature potnikov, sledenje GPS, povezovanje zgodovine potovanj v zadnjih 15 dneh v svojo univerzalno nacionalno zdravstveno podatkovno zbirko, zapiranje potovalnih linij v/iz Wuhana in kopičenje osebne zaščitne opreme, kot so medicinske maske. Čeprav je bil Tajvan dobro obveščen in pozneje pohvaljen zaradi izredno učinkovitega obvladovanja virusa, se zaradi dolgotrajne politike celinske Kitajske, ki Tajvanu preprečuje pridružitev SZO in drugim svetovnim organizacijam, ni mogel vključiti v odzive Svetovne zdravstvene organizacije. Tudi Nemčija, še en vzornik v krizi, je pričakovala, da bo to storila že januarja 2020. Po drugi strani je odziv zvezne vlade Združenih držav Amerike ostal pasiven dva meseca, do sredine marca 2020, ne da bi sprožil spremembe v svojih strateških nacionalnih zalogah medicinskih pripomočkov.
Leta 2019 je Svetovni odbor za spremljanje pripravljenosti poročal, da je bil pandemski sklad Svetovne zdravstvene organizacije za izredne razmere še vedno izčrpan zaradi epidemije ebole v provinci Kivu v letih 2018-19. Populizem, nacionalizem in protekcionizem vplivajo na geopolitiko, predvsem na to, da obe glavni gospodarstvi usmerjajo v konfrontacijo, zaradi česar na svetovnem prizorišču nastaja vodstvena praznina.
Ko se je izbruh v Wuhanu januarja 2020 razširil, je Kitajska začela blokirati izvoz mask N95, škornjev, rokavic in drugih pripomočkov, ki so jih izdelale tovarne na njenem ozemlju; organizacije, ki so blizu kitajski vladi, so še februarja brskale po tujih trgih za osebno varovalno opremo. To je povzročilo nepredviden izpad dobave za večino drugih držav, ki se zanašajo nanjo.
Preobremenjene zdravstvene službe pogosto preusmerjajo sredstva stran od storitev, ki jih ženske potrebujejo, vključno s predporodnim in poporodnim zdravstvenim varstvom ter kontracepcijskimi sredstvi, in poslabšujejo pomanjkanje dostopa do storitev spolnega in reproduktivnega zdravja.

## Preizkusi
Pomanjkanje testiranj je ključni element, ki organom preprečuje, da bi izmerili pravi obseg trenutnega širjenja epidemije. Predvidene in agresivne strategije testiranja v Nemčiji in Koreji so pomagale zmanjšati izmerjeno stopnjo smrtnosti. Nemčija je začela proizvajati in skladiščiti teste COVID-19 že januarja 2020.

### Diagnostični testi

#### Reagenti
Na Irskem in v Združenem kraljestvu je konec marca in v začetku aprila pomanjkanje reagentov omejilo število testov. Do marca so nezadostne količine reagentov postale ozko grlo za množično testiranje v Evropski uniji (EU), Združenem kraljestvu (UK) in Združenih državah Amerike (ZDA). Zaradi tega so nekateri avtorji raziskali protokole za pripravo vzorcev, ki vključujejo segrevanje vzorcev pri 98 °C (208 °F) za 5 minut, da se genomi RNK sprostijo za nadaljnje testiranje.
Vlada Združenega kraljestva je 1. aprila potrdila, da je bilo od začetka izbruha epidemije na koronavirus testiranih skupaj 2 000 zaposlenih v NHS, vendar je minister za urad vlade Michael Gove dejal, da zaradi pomanjkanja kemikalij, potrebnih za test, ni bilo mogoče pregledati 1 milijona zaposlenih v NHS. Goveovi izjavi je nasprotovalo Združenje kemične industrije, ki je dejalo, da ustreznih kemikalij ne primanjkuje in da vlada na srečanju s poslovnim ministrom prejšnji teden ni poskušala izvedeti za morebitne težave z dobavo.
Reagentov je primanjkovalo tudi v Združenih državah Amerike. Nekatere bolnišnice so same izdelovale reagente po javno dostopnih receptih.

#### Tamponi
Na Islandiji so se izognili strahu pred pomanjkanjem tamponov, ko so našli zaloge, ki so premostile vrzel, dokler jih ni prišlo več s Kitajske. V strateških državnih zalogah ZDA ni bilo tamponov, v ZDA pa jih je primanjkovalo, čeprav je edini domači proizvajalec pred pandemijo marca povečal proizvodnjo na 1 milijon tamponov na dan, maja pa mu je vlada financirala gradnjo nove tovarne. Pomanjkanje se je pojavilo tudi v Združenem kraljestvu, vendar je bilo odpravljeno do 2. aprila.

##### Notranja proizvodnja
Ameriška agencija FDA je izdala licenco za testiranje s slino brez tamponov in več novih modelov tamponov, vključno s 3D-tiskanimi različicami, ki se zdaj izdelujejo v laboratorijih, bolnišnicah in drugih zdravstvenih ustanovah, ki uporabljajo tampone. V ZDA so nosni tamponi za splošno uporabo medicinski pripomočki razreda I in jih FDA ni odobrila. NIH je dejal, da morajo upoštevati zahteve FDA za označevanje, biti izdelani v obratu, ki je registriran in naveden na seznamu FDA, ter opraviti javno dostopen protokol varnostnega testiranja. Varen mora biti tudi material; uporabiti je mogoče že odobreno kirurško plastiko, ki jo je mogoče avtoklavirati. Celoten postopek razvoja lahko traja le dva tedna. Tamponi, natisnjeni s tridimenzionalnim tiskom, so povečali povpraševanje po ustreznih tridimenzionalnih tiskalnikih.
Nekatere zasnove tamponov, natisnjenih v 3-D, so javno licencirane z licencami Creative Commons, druge pa so patentirane, vendar so datoteke za tiskanje v 3-D med epidemijo na zahtevo prosto dostopne dovoljenim ustanovam.

## Osebna zaščitna oprema

### Splošne značilnosti
Čeprav se velika večina osebne varovalne opreme proizvaja na Kitajskem, domače zaloge niso bile zadostne. Kitajska vlada je prevzela nadzor nad zalogami tujih podjetij, katerih tovarne so proizvajale to blago. Vlada pod vodstvom komunistične partije je zasegla zaloge podjetja Medicon, katerega tri tovarne so proizvajale tovrstno opremo na Kitajskem. Podatki kitajske carine kažejo, da je bilo med 24. januarjem in 29. februarjem uvoženih približno 2 milijardi kosov materiala za preprečevanje in obvladovanje epidemij, vključno z 2 milijardami mask in 25 milijoni kosov zaščitnih oblačil v vrednosti 8 milijard juanov (1 milijarda USD). Tisk je poročal, da je imela skupina China Poly skupaj z drugimi kitajskimi podjetji in podjetji v državni lasti pomembno vlogo pri iskanju trgov v tujini, da bi nabavila nujne medicinske pripomočke in opremo za Kitajsko. Podjetje Risland (prej Country Garden) je nabavilo 82 ton blaga, ki je bilo nato z letalom prepeljano v Wuhan. Družba Greenland Holdings je prav tako nabavila velike količine medicinskega potrošnega materiala, kot so kirurške maske, termometri, antibakterijski robčki, razkužila za roke, rokavice in paracetamol, ki so jih poslali na Kitajsko. Kitajska podjetja, ki so množično nabavljala zaloge na debelo in drobno, da bi pomagala svojim rojakom v domovini, so prispevala k pomanjkanju izdelkov v zahodnih državah, kjer ta kitajska podjetja poslujejo. Avstralski predsednik vlade Scott Morrison je 24. marca napovedal omejitve takšnih dejavnosti.
Glede na to, da je svetovna oskrba z osebno varovalno opremo nezadostna, in po teh kitajskih ukrepih je Svetovna zdravstvena organizacija (SZO) februarja 2020 priporočila, da je treba čim bolj zmanjšati potrebo po osebni varovalni opremi s telemedicino, fizičnimi ovirami, kot so čista okna, da lahko v sobo z bolnikom s COVID-19 vstopijo le tisti, ki so vključeni v neposredno oskrbo, da se uporablja le osebna varovalna oprema, potrebna za določeno nalogo, da se pri oskrbi več bolnikov z isto diagnozo še naprej uporablja isti respirator in se ga ne odstranjuje, da se spremlja in usklajuje dobavna veriga osebne varovalne opreme ter se odsvetuje uporaba mask za asimptomatske osebe.

### Težave s kakovostjo, ki povečujejo pomanjkanje
Konec marca in v začetku aprila 2020, ko so bile zahodne države pri dobavi mask in druge opreme odvisne od Kitajske, so evropski politiki, npr. glavni diplomat EU Josep Borrell, obtožili Kitajsko, da z igro mehke moči poskuša vplivati na svetovno mnenje. Prav tako so bile nekatere zaloge, poslane v Španijo, Turčijo in na Nizozemsko, zavrnjene kot pomanjkljive. Nizozemsko ministrstvo za zdravje je 21. marca odpoklicalo 600.000 obraznih mask kitajskega dobavitelja, ki se niso pravilno prilegale in katerih filtri niso delovali, kot je bilo predvideno, čeprav so imele certifikat kakovosti; španska vlada je odkrila, da 60.000 od 340.000 testnih kompletov kitajskega proizvajalca ni natančno testiralo na COVID-19. Kitajsko ministrstvo za zunanje zadeve je odgovorilo, da mora stranka "dvakrat preveriti navodila in se prepričati, da ste naročili, plačali in razdelili prave. Ne uporabljajte nekirurških mask za kirurške namene". Sredi maja je Evropska komisija začasno ustavila naročilo 10 milijonov kitajskih mask, namenjenih državam članicam in Združenemu kraljestvu, potem ko sta dve državi poročali, da sta prejeli podstandardne izdelke. Maske je naročil izvršilni organ EU, razdeljene pa naj bi bile v šestih tedenskih obrokih. Potem ko je bila prva pošiljka 1 milijona mask razdeljena 17 od 27 držav članic in Veliki Britaniji, je Poljska sporočila, da 600 000 prejetih izdelkov ni imelo evropskih certifikatov in ni ustrezalo potrebnim standardom. Tiskovni predstavnik Komisije za zdravje Stefan De Keersmaecker je obljubil, da bo izvedel preiskavo in sprejel potrebne ukrepe.
Do aprila 2020 so študije razkrile, da je bil velik odstotek okuženih s koronavirusom asimptomatski, kar je omogočalo, da se je virus neopaženo širil. Zato je CDC priporočil "nošenje pokrival iz blaga za obraz v javnih okoljih, kjer je težko ohraniti druge ukrepe socialne distance".

### Izdelki za razkuževanje
Sredstva za razkuževanje rok je na številnih območjih zmanjkalo, kar je povzročilo podražitve. Kot odgovor so pivovarji in destilarji začeli proizvajati sredstva za razkuževanje rok.

### Zaščitna oprema
V Združenih državah Amerike je bilo pomanjkanje tako veliko, da so se nekatere medicinske sestre v neki newyorški bolnišnici zatekle k nošenju vreč za smeti kot alternativi nedostopnim zaščitnim oblačilom. Zaradi pomanjkanja tradicionalne zaščitne opreme so se mala podjetja po Združenih državah Amerike preusmerila v proizvodnjo začasnih zaščitnih naprav, ki so pogosto nastale v okviru odprtokodnih oblikovalskih pobud, pri katerih proizvajalci opremo podarijo bolnišnicam. Primer je varnostna škatla za intubacijo COVID-19, ki so jo prvič uporabile bolnišnice na Tajvanu. Gre za akrilno kocko, ki se namesti na trup okuženega bolnika in ima odprtine, ki omogočajo intubacijo in ekstubacijo z ventilatorjem, hkrati pa zmanjšujejo tveganje kontaminiranih kapljic za zdravstvene delavce.
CNBC je poročal, da je platforma za e-trgovanje Amazon prepovedala prodajo obraznih mask N95 v imenu previsokih cen; pomanjkanje zaščitne opreme N95 je postalo še hujše. Amazonova tretja stranka Golden Tree Supply se je obrnila na kanadsko platformo za e-trgovanje Shopify, da bi prebivalcem Združenih držav še naprej dobavljala obrazne maske N95.
Marca je Združenje zdravnikov Združenega kraljestva (The Doctors' Association UK) trdilo, da so pomanjkanje prikrivali z zastraševalnimi elektronskimi sporočili, grožnjami z disciplinskimi ukrepi in v dveh primerih s pošiljanjem domov z dela. Nekateri zdravniki so bili disciplinsko kaznovani, potem ko je vodstvo razjezilo gradivo, ki so ga objavili na spletu v zvezi s pomanjkanjem kirurških mask, očal, vizirjev in zlasti halj v številnih bolnišnicah britanske nacionalne zdravstvene službe. Minister za skupnosti Robert Jenrick je 18. aprila sporočil, da je 400.000 zaščitnih halj in druge osebne varovalne opreme na poti v Združeno kraljestvo iz Turčije. Dan pozneje je prišlo do zamude; zaradi tega so vodje bolnišnic prvič med pandemijo neposredno kritizirali vlado. Pošiljka je prispela na letališče v Istanbulu na poti v Združeno kraljestvo dva dni po tem, ko so ministri sporočili, da se bo osebna zaščitna oprema pojavila v državi. Prišlo je le 32 000 kosov (manj kot desetina naročila), čeprav je NHS 22. aprila vplačal predplačilo, da bi zagotovil njen prihod. Na koncu je bilo treba vse te izdelke vrniti v Turčijo, saj niso ustrezali standardom NZS.
Julija je Carinska in mejna zaščita ZDA (CBP) prepovedala izdelke malezijske družbe Top Glove in njene hčerinske družbe TG Medical zaradi domnevnih kršitev pravic delavcev, vključno z "dolžniškim zasužnjevanjem, prekomernimi nadurami, zadržanjem osebnih dokumentov ter zlorabljenimi delovnimi in življenjskimi pogoji". Večina svetovne dobave rokavic prihaja iz Malezije.

### Obrazne maske
Glej tudi: Kirurška maska, Tkaninska obrazna maska in Obrazne maske med pandemijo COVID-19

#### Zgodnja epidemija na Kitajskem
Ko se je epidemija pospešila, je na celinskem trgu zaradi povečanega povpraševanja javnosti začelo primanjkovati obraznih mask. V Šanghaju so morali kupci čakati v vrsti skoraj eno uro, da so lahko kupili paket obraznih mask; zaloge so bile razprodane v pol ure. Zaradi kopičenja zalog in pretiranega dvigovanja cen so se cene zvišale, zato je regulator trga izjavil, da bo takšna dejanja zajezil. Januarja 2020 je bil uveden nadzor cen vseh obraznih mask v trgovinah Taobao in Tmall. Podobno so storile tudi druge kitajske platforme za e-trgovanje, kot so JD.com, Suning.com in Pinduoduo; za tretje prodajalce so veljale cenovne omejitve, za kršitelje pa sankcije.

#### Nacionalne zaloge in pomanjkanje
Leta 2006 je bilo v strateške nacionalne zaloge ZDA v pričakovanju pandemije gripe dodanih 156 milijonov mask. Potem ko so bile uporabljene proti pandemiji gripe leta 2009, niti Obamova niti Trumpova administracija zalog nista obnovili. Do 1. aprila so bile strateške nacionalne zaloge ZDA skoraj izpraznjene.
V Franciji se je poraba v zvezi s H1N1 leta 2009 povečala na 382 milijonov EUR, predvsem za zaloge in cepiva, kar je bilo pozneje deležno kritik. Leta 2011 so se odločili, da zalog ne bodo dopolnjevali in se bodo bolj zanašali na dobavo iz Kitajske in logistiko "just in time". Leta 2010 so zaloge vključevale 1 milijardo kirurških mask in 600 milijonov mask FFP2, v začetku leta 2020 pa so znašale 150 milijonov oziroma nič. Medtem ko so se zaloge postopoma zmanjševale, je bil leta 2013 v racionalnem dokumentu naveden cilj zmanjšati stroške nabave in skladiščenja, zdaj pa ta prizadevanja razdeliti med vsa zasebna podjetja kot neobvezno najboljšo prakso za zagotavljanje zaščite njihovih delavcev. To je bilo še posebej pomembno za maske FFP2, katerih nabava in skladiščenje sta dražja. Ko je pandemija COVID-19 v Franciji zahtevala vse večji davek na medicinske zaloge, je primanjkovalo mask in zalog osebne varovalne opreme, kar je povzročilo nacionalno ogorčenje. Po besedah francoskega predsednika Emmanuela Macrona Francija potrebuje 40 milijonov mask na teden. Francija je svojim redkim preostalim tovarnam, ki proizvajajo maske, naročila, naj delajo v 24-urnih izmenah in povečajo nacionalno proizvodnjo na 40 milijonov mask na mesec. Francoski zakonodajalci so sprožili preiskavo o preteklem upravljanju teh strateških zalog.
Po pandemiji COVID-19 leta 2020 in razširjenih pritožbah medicinskih sester in drugih zdravstvenih delavcev zaradi pomanjkanja mask N95 in ustreznih protokolov je National Nurses United, največja organizacija registriranih medicinskih sester v Združenih državah Amerike, vložila več kot 125 pritožb na urade Uprave za varnost in zdravje pri delu (OSHA) v 16 državah, v katerih je bolnišnice obtožila nespoštovanja zakonodaje, ki predpisuje varna delovna mesta, na katerih bi COVID-19 medicinske sestre morale imeti maske N-95.
Svetovna zdravstvena organizacija (WHO) je 3. marca 2020 pozvala industrijo in vlade, naj povečajo proizvodnjo za 40 %, da bi zadostili svetovnim potrebam, 6. aprila 2020 pa je izdala tudi dokument s priporočili za racionalno uporabo osebne varovalne opreme. Ta dokument je bil namenjen tistim, ki delajo v zdravstvu in skupnosti, vključno z ravnanjem s tovorom. To vprašanje globalnega pomanjkanja osebne varovalne opreme je kmalu postalo predmet zanimanja zaskrbljene javnosti. Akademiki iz irske znanstvene fundacije so raziskovali, kako najti rešitev in se izogniti temu pomanjkanju v prihodnosti. Hkrati so se začele neodvisne pobude in spletne platforme, kot je Needed.com PPE Needed, da bi zagotovile takojšnjo rešitev. Tudi UNICEF je sprejel ukrepe za zmanjšanje tega trenutnega tveganja in predvidevanje bližnjih učinkov COVID-19 ter dostopa do dobaviteljev osebne varovalne opreme.

#### Konkurenca za dobave
Države, kot so Velika Britanija, Francija, Nemčija, Južna Koreja, Tajvan, Kitajska, Indija in druge, so se na izbruh bolezni sprva odzvale tako, da so omejile ali prepovedale izvoz medicinskega materiala, da bi zaščitile svoje državljane, vključno s preklicem naročil, ki so jih druge države že zagotovile. Nemčija je blokirala izvoz 240.000 mask, namenjenih v Švico, in ustavila podobne pošiljke tudi v osrednječeško regijo. Eno od francoskih podjetij, Valmy SAS, je bilo prisiljeno blokirati naročilo za osebno varovalno opremo, ki naj bi jo poslalo v Združeno kraljestvo, potem ko je britanski predstavnik podjetja za CNN povedal, da so naročilo blokirali carinski uradniki na francoski obali. Turčija je blokirala pošiljko ventilatorjev, ki sta jih od turškega podjetja kupili dve španski regionalni vladi, in se pri tem sklicevala na nevarnost pomanjkanja ventilatorjev doma; 116 ventilatorjev je bilo kasneje sproščenih.
Ko se je pandemija začela poglabljati, so vlade začele uporabljati taktike močne roke, vključno s prikritimi sredstvi, da bi pridobile medicinski material, potreben za boj proti koronavirusu, bodisi s plačilom več denarja za preusmeritev bodisi z zasegom takšne opreme. Slovaški predsednik vlade Peter Pellegrini je dejal, da vlada pripravlja denar v vrednosti 1 milijona evrov (1 milijon dolarjev) za nakup mask od pogodbenega kitajskega dobavitelja. Nato je dejal: "Vendar pa je prvi prišel trgovec iz Nemčije, plačal več za pošiljko in jo kupil." Ukrajinski zakonodajalec Andrij Motovilovec je tudi izjavil, da "naši konzuli, ki hodijo v tovarne, najdejo svoje kolege iz drugih držav (Rusije, ZDA, Francije, Nemčije, Italije itd.), ki poskušajo pridobiti naša naročila. Plačali smo vnaprej z bančnim nakazilom in podpisali pogodbe. Oni pa imajo več denarja v gotovini. Za vsako pošiljko se moramo boriti." Sanmarinske oblasti so povedale, da so uredile bančno nakazilo dobavitelju v Luganu v Švici za plačilo pol milijona mask, ki naj bi si jih razdelili z italijanskimi sosedi. Vendar je tovornjak prišel prazen, ker je eden ali več neznanih tujih kupcev namesto tega ponudilo več.
Nemčija je zaplenila 830.000 kirurških mask, ki so prihajale iz Kitajske in bile namenjene Italiji. Čeprav je italijanskim organom uspelo prepričati Nemčijo, da jih je izdala, pa nihče v Nemčiji zaseženih mask sploh ni našel. Nemški agenti so zasegli 1 milijon obraznih mask, ki naj bi jih iz Španije dostavili v Slovenijo. Francoski pazniki so zasegli tovornjake s 130.000 obraznimi maskami in zaboji s sanitetnimi sredstvi, namenjenimi v Združeno kraljestvo, kar je britanska vlada označila za "podlo dejanje". Italijanska carinska policija je ugrabila približno 800 000 uvoženih mask in rokavic za enkratno uporabo, ki so jih nameravali poslati v Švico.
Italijanski časnik je 22. marca poročal, da je češka policija zasegla 680.000 obraznih mask in ventilatorjev, ki jih je naročila na Kitajskem. Izvedli so operacijo proti trgovini z ljudmi, v kateri so zasegli opremo iz skladišča zasebnega podjetja v mestu Lovosice na severu države. Po navedbah čeških organov je donacija s Kitajske predstavljala le nekaj več kot 100.000 mask. Češka vlada je v Italijo kot odškodnino poslala 110.000 kosov. Ni jasno, kako so se maske znašle v Lovosicah. Češki zunanji minister Tomáš Petříček je za AFP povedal: "Lovosice niso na poti iz Kitajske v Italijo."
Valérie Pécresse, deželna svetnica Île-de-France, je trdila, da so nekateri Američani v svojem agresivnem iskanju zalog ponujali na asfaltu zaloge mask, ki so čakale na nakladanje na prevoznike, in plačali trikrat višjo ceno v gotovini. Vendar je Politico Europe poročal, da je francoska trditev "neutemeljena", ameriško veleposlaništvo v Parizu pa je izjavilo, da "vlada Združenih držav Amerike ni kupila nobenih mask, namenjenih dobavi iz Kitajske v Francijo. Nasprotna poročila so popolnoma napačna."
Berlinski politik Andreas Geisel je 3. aprila obtožil ameriške agente, da so si z letališča v Bangkoku prisvojili pošiljko 200.000 obraznih mask 3M, namenjenih berlinski policiji. Vendar so se te trditve izkazale za neresnične, saj je družba 3M razkrila, da "nima nobenih podatkov o naročilu dihalnih mask iz Kitajske za berlinsko policijo", berlinska policija pa je pozneje potrdila, da pošiljke niso zasegli ameriški organi, temveč naj bi jo preprosto kupili po ugodnejši ceni, po splošnem prepričanju pri nemškem trgovcu ali na Kitajskem. To razkritje je razburilo berlinsko opozicijo, katere vodja parlamentarne skupine CDU Burkard Dregger je Geiselovo obtožil, da "namerno zavaja Berlinčane", da bi "prikrila lastno nezmožnost pridobitve zaščitne opreme". Strokovnjak FDP za notranje zadeve Marcel Luthe je dejal: "Velika imena v mednarodni politiki, kot je berlinski senator Geisel, krivijo druge in pripovedujejo o piratstvu ZDA, da bi služili protiameriškim klišejem." Politico Europe je poročal, da "Berlinčani jemljejo stran naravnost iz Trumpovega priročnika in ne dovolijo, da bi dejstva ovirala dobro zgodbo". Tudi Guardian je poročal, da "ni trdnih dokazov, da je Trump [ali kateri koli drug ameriški uradnik] odobril [nemški] rop".
Jared Moskowitz, vodja floridskega oddelka za obvladovanje izrednih razmer, je 3. aprila obtožil ameriško podjetje 3M, da je maske N95 namesto v Združene države Amerike za gotovino prodajalo neposredno tujim državam. Moskowitz je izjavil, da je podjetje 3M pristalo na pooblastilo distributerjem in posrednikom, da predstavljajo, da maske prodajajo Floridi, namesto tega pa njegova ekipa zadnjih nekaj tednov "pride do skladišč, ki so popolnoma prazna". Nato je dejal, da so mu pooblaščeni ameriški distributerji podjetja 3M pozneje povedali, da maske, za katere je Florida sklenila pogodbo, nikoli niso prišle, ker je podjetje namesto tega dalo prednost naročilom, ki so iz tujih držav (vključno z Nemčijo, Rusijo in Francijo) prišla pozneje in po višjih cenah. Moskowitz je zato na to vprašanje opozoril na družbenem omrežju Twitter in dejal, da se je odločil "trolovati" podjetje 3M. Forbes je poročal, da so "tuji kupci [30. marca 202] kupili približno 280 milijonov mask iz skladišč po ZDA, ki so bile po navedbah posrednika namenjene za odhod iz države - in to v enem samem dnevu", kar je povzročilo ogromno kritično pomanjkanje mask v ZDA. Trumpova administracija je z uporabo zakona o obrambni proizvodnji družbi 3M ukazala, naj preneha prodajati maske, proizvedene v ZDA, v Kanado in Latinsko Ameriko, kar bi po mnenju podjetja povzročilo "pomembne humanitarne posledice" in bi lahko te države sprožilo povračilne ukrepe, zaradi česar bi se neto zaloga v ZDA zmanjšala.
Švedsko podjetje Mölnlycke, ki se ukvarja z zdravstveno oskrbo, je 3. aprila sporočilo, da je Francija zasegla več milijonov obraznih mask in rokavic, ki jih je podjetje uvozilo iz Kitajske v Španijo in Italijo. Generalni direktor podjetja Richard Twomey je obsodil Francijo, ker je "zaplenila maske in rokavice, čeprav niso bile njene. To je izredno zaskrbljujoče in neprimerno dejanje." Mölnlycke je ocenil, da so Francozi zasegli skupno "šest milijonov mask. Za vse je bila sklenjena pogodba, vključno s po milijon maskami za Francijo, Italijo in Španijo. Preostanek je bil namenjen Belgiji, Nizozemski, Portugalski in Švici, ki ima z EU poseben trgovinski status." Švedsko zunanje ministrstvo je za agencijo Agence France-Presse izjavilo: "Pričakujemo, da bo Francija nemudoma prenehala z rekvizicijo medicinske opreme in storila vse, kar je v njeni moči, da bi zagotovila varnost dobavnih verig in prevoza blaga. Skupni trg mora delovati, zlasti v času krize."
Župan San Francisca London Breed se je 24. aprila pritožil, da so bila naročila njenega mesta za osebno zaščitno opremo preusmerjena v druga mesta in države. Dejala je: "Imeli smo težave z naročili, ki so jih naši dobavitelji na Kitajskem preusmerili. Na primer, na poti v San Francisco smo imeli izolacijske halje, ki so jih preusmerili v Francijo. Imeli smo tudi primere, ko je stvari, ki smo jih naročili in so šle skozi carino, zasegla FEMA in jih preusmerila na druge lokacije."
Trgovina z medicinskim materialom med Združenimi državami in Kitajsko je postala tudi politično zapletena. Izvoz obraznih mask in druge medicinske opreme iz Združenih držav (in številnih drugih držav) na Kitajsko se je po statističnih podatkih Trade Data Monitorja februarja močno povečal, zaradi česar je Washington Post kritiziral ameriško vlado, da ni predvidela domačih potreb po tej opremi. Podobno je tudi časopis The Wall Street Journal, ki se je skliceval na podatke Trade Data Monitorja, da je Kitajska vodilni vir številnih ključnih medicinskih pripomočkov, izrazil zaskrbljenost, da ameriške carine na uvoz iz Kitajske ogrožajo uvoz medicinskih pripomočkov v Združene države.

#### Ponovna uporaba mask
Pomanjkanje medicinskih mask za enkratno uporabo in poročila s terena o ponovni uporabi so privedla do vprašanja, kateri postopek bi lahko ustrezno razkužil to osebno varovalno opremo, ne da bi spremenil njeno filtrirno zmogljivost.
Maske FFP2 je mogoče razkužiti s paro pri 70 °C, kar omogoča ponovno uporabo. Uporaba alkohola se odsvetuje, saj spreminja statični naboj mikrovlaken maske N95, ki pomaga pri filtriranju. Prav tako se odsvetuje uporaba klora, saj so njegovi hlapi lahko škodljivi. Avtorji svarijo pred ponovno uporabo s strani neprofesionalcev in opozarjajo, da lahko tudi najboljše metode, če niso pravilno izvedene, uničijo masko.
Singapurska študija ni ugotovila kontaminacije na maski po kratki oskrbi bolnikov s COVID-19, kar nakazuje, da bi se maske lahko ponovno uporabile za oskrbo več bolnikov. Del virusa SARS-CoV-2 lahko preživi dolgotrajno izpostavljenost 60 °C.
Izdelovalci so zasnovali razkuževalne škatle z nadzorom temperature, ki jih upravlja Arduino, za varno ponovno uporabo kirurških mask in mask N95.
Plinsko razkuževanje omogoča 10 ponovnih uporab.